# Raekwon Davis
Raekwon Davis (Meridian, Misisipi, 10 de junio de 1997) es un jugador profesional estadounidense de fútbol americano que se desempeña en la posición de defensive tackle en Miami Dolphins, equipo de la National Football League (NFL).

## Carrera
Fue seleccionado en la segunda ronda en la Reunión Anual de Selección de Jugadores de la NFL de 2020. Hizo su debut profesional con el equipo Miami Dolphins, donde lleva jugando cuatro temporadas.